# Caterham Seven
La Caterham Seven è una vettura prodotta dalla Caterham Cars a partire dal 1973 come evoluzione della Lotus Seven, di cui era cessata la produzione l'anno precedente.

## Storia

### La Lotus Seven
La Seven nacque nel 1957 per volere di Colin Chapman come versione più semplice e spartana della Lotus 11. La vettura godette di un buon successo grazie al favorevole rapporto potenza-peso. Questo spinse la Lotus a sviluppare il modello fino al 1972, dando origine a quattro serie.

### Il passaggio alla Caterham
Quando la Lotus decise di cessare la produzione della Seven, Graham Nearn, fondatore e proprietario della Caterham Cars, concessionaria Lotus fin dal 1959, decise di acquistare i diritti di produzione della piccola barchetta dalla casa di Hethel (1973). Le prime Seven a marchio Caterham erano analoghe alle ultime S4 prodotte dalla Lotus, ma nel 1974 la Caterham rimise in produzione la più apprezzata S3, su cui si basano tuttora la maggior parte delle Seven.

### L'evoluzione del modello

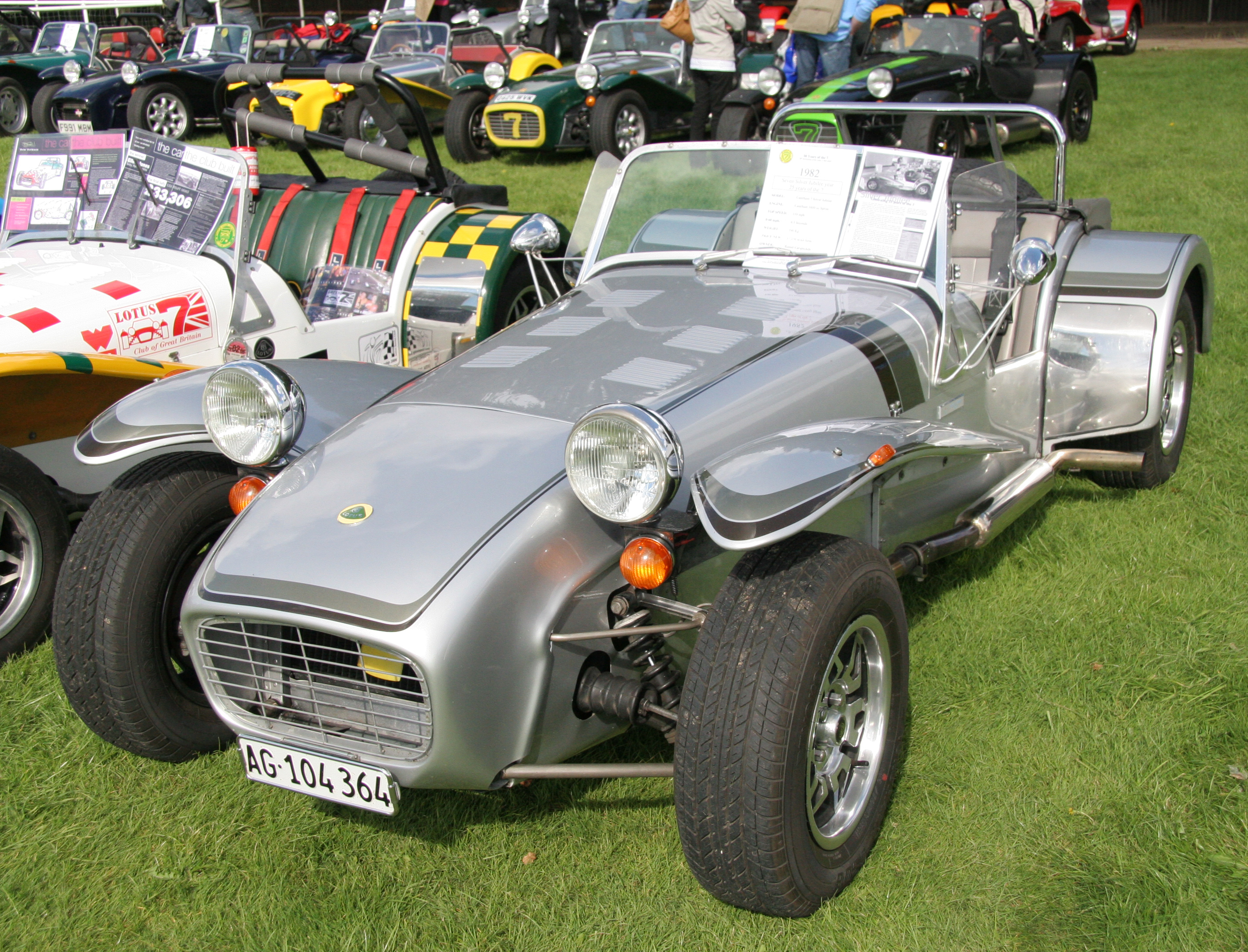
Una Seven del 1982, in edizione speciale per i venticinque anni del modello.

La vettura non subì aggiornamenti di rilievo fino al 1985, quando venne reso disponibile in opzione il ponte De Dion come schema sospensivo posteriore. Un'altra importante innovazione si ebbe nel 1990, quando venne introdotto il motore Opel HPC 2.0 da 175 cv. Fu proprio con un 2.0 Opel (da 250 cv) che laSeven stabilì il record nello 0 - 100 - 0 km/h nel 1992. Nel frattempo (1991) era stato introdotto il motore Rover serie K 1.4 da 110 cv, primo di una serie di motori Rover lunga ben quindici anni. Nel corso del tempo si sono avuti una lunga serie di affinamenti, ma la modifica più importante è stata senza dubbio l'introduzione, nel 2000, del nuovo telaio SV opzionale, più grande del tradizionale telaio della S3 per consentire l'utilizzo della Seven anche a piloti di alta statura, oltre ad un maggiore spazio per i bagagli e ad un serbatoio più grande. Nel 2001 venne introdotta la Seven Fireblade, la quale abbinava il propulsore motociclistico della Honda CBR 900 Fireblade da 150 cv ad un telaio in carbonio e alluminio pesante solo 400 kg. Così configurata la vettura aveva una velocità massima di 210 km/h. Nel 2005 (anno in cui la casa venne venduta dalla famiglia Nearn) avvenne un'altra radicale svolta nella storia della Seven: la nascita della CSR. Questa nuova evoluzione si mostrava nettamente diversa da tutte le altre Seven prodotte fino ad allora, a cominciare dalle nuove sospensioni anteriori e posteriori, per arrivare agli interni più raffinati e ad una aerodinamica rivista, oltre al telaio SV di serie. L'anno successivo vi furono un'altra serie di importanti innovazioni, a partire dal nuovo telaio S3, caratterizzato da una maggiore rigidità torsionale (+ 12% rispetto al telaio precedente) e da una migliore resistenza agli impatti. A questo si aggiunse il debutto dei motori Ford Sigma in sostituzione dei Rover Serie K.

## Le versioni attualmente in produzione
Attualmente la Seven costituisce una vera e propria gamma. Di seguito le versioni disponibili in Italia.

### 160
La 160 è la entry level attuale della Caterham, fornita di telaio, parabrezza e porte di serie. Negli optional troviamo poi: ruota di scorta, tappetini, sistema di riscaldamento e climatizzatore. Il motore è un Suzuki 660cc che produce 80cv.

### Roadsport

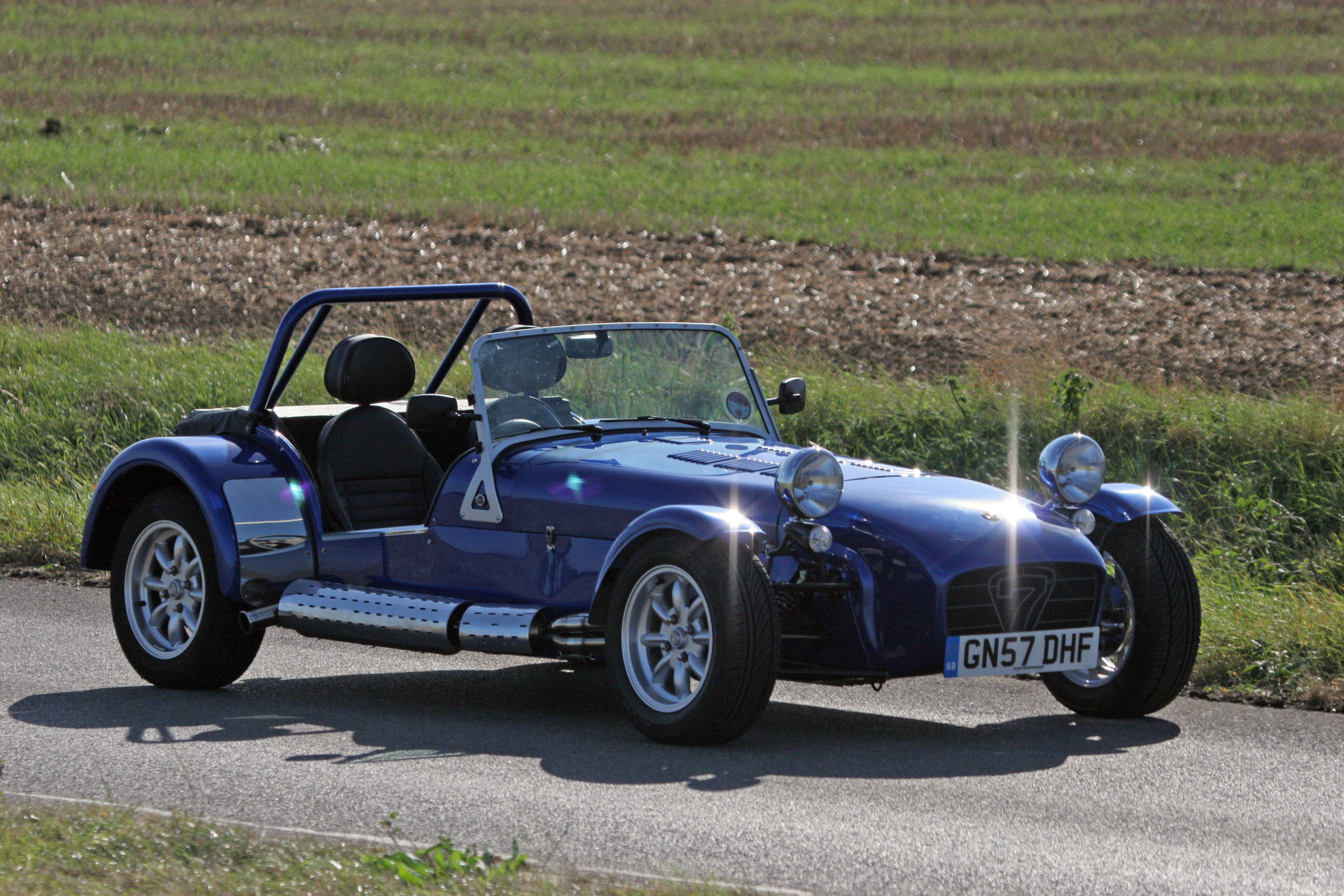
Una Caterham 7 Roadsport

La serie Roadsport può essere considerata anche lei una entry level della gamma Seven. Rispetto alle "sorelle" è più votata alla strada che alla pista. è disponibile in due versioni:
- Roadsport 120, con motore Ford Sigma VCTI 1.6 da 120 cv, capace di scattare da 0 a 100 km/h in 5,9 secondi e di raggiungere i 190 km/h di velocità massima[8];
- Roadsport 175, con motore Caterham Powertrain Duratec 2.0 da 175 cv, capace di scattare da 0 a 100 km/h in 4,8secondi e di raggiungere i 220 km/h di velocità massima[9].

### Superlight

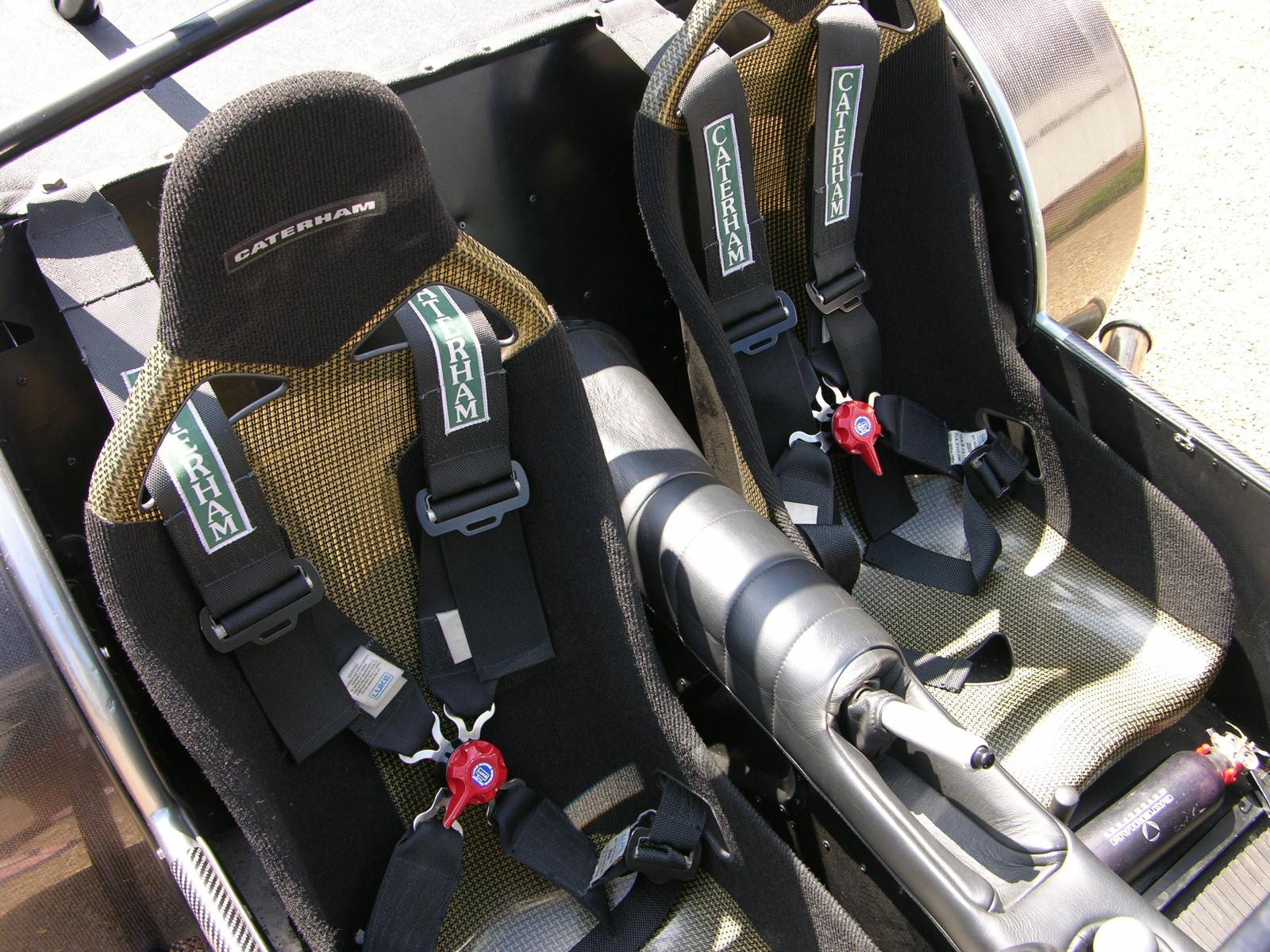
Gli interni di una R400, con sedili e cinture da corsa, oltre al sistema di estinzione degli incendi.

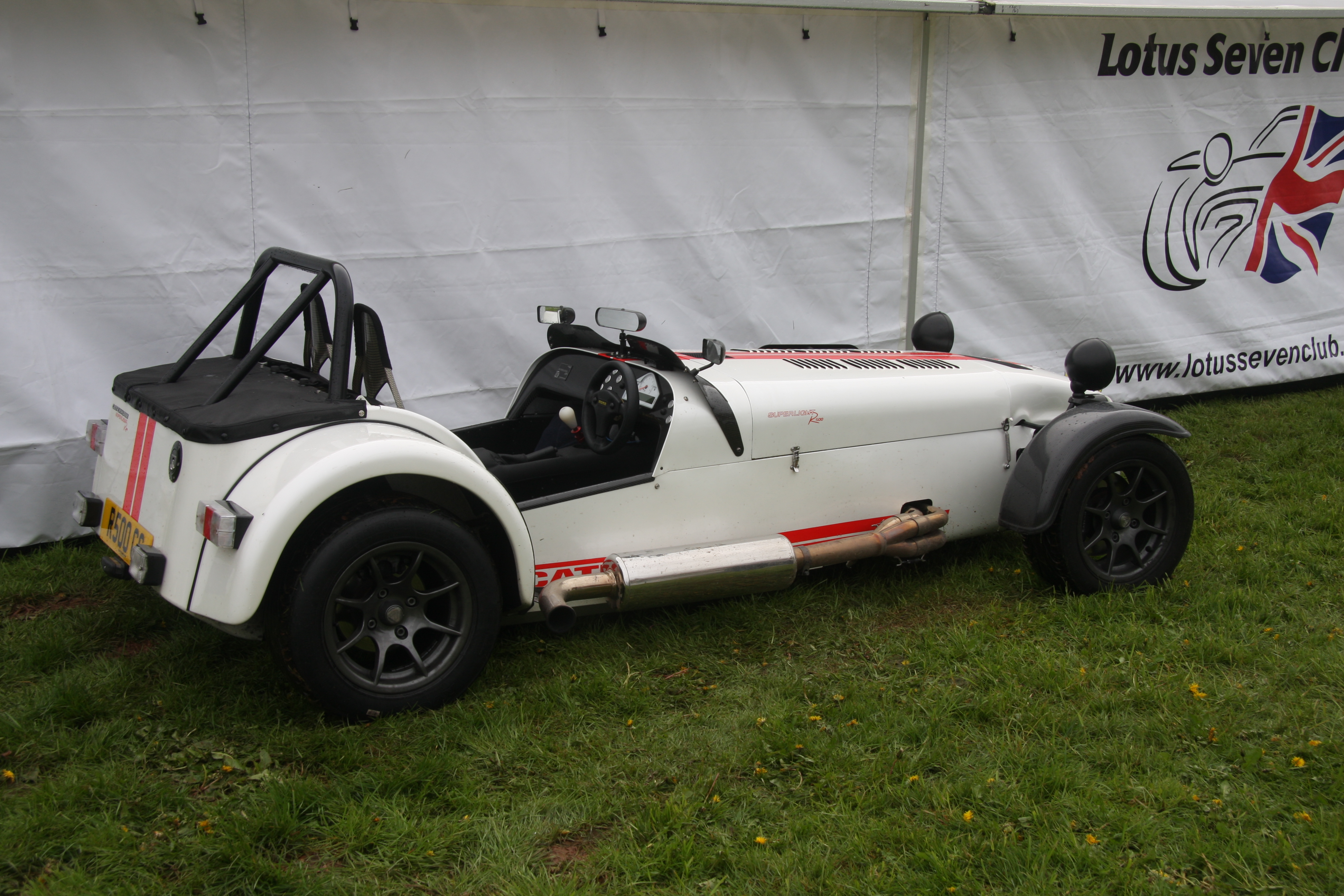
La Caterham Superlight R500

La serie Superlight è la più adatta all'utilizzo in pista. Come la Roadsport è anch'essa disponibile in diversi livelli di potenza, per soddisfare diverse esigenze:
- Superlight 120, con motore Ford Sigma VCT 1.6 da 120 cv, capace di scattare da 0 a 100 km/h in 5,8 secondi e di raggiungere i 195 km/h di velocità massima[10];
- Superlight R300, con motore Caterham Powertrain Duratec 2.0 da 175 cv, capace di scattare da 0 a 100 km/h in 4,5 secondi e di raggiungere i 230 km/h di velocità massima[11];
- Superlight R400, con motore Caterham Powertrain Duratec 2.0 da 210 cv, capace di scattare da 0 a 100 km/h in 3,8 secondi e di raggiungere i 235 km/h di velocità massima[12];
- Superlight R500, con motore Caterham Powertrain Duratec 2.0 da 263 cv, capace di scattare da 0 a 100 km/h in 2,88 secondi e di raggiungere i 250 km/h di velocità massima[13].
- Superlight R600, con motore Caterham Powertrain Duratec 2.0 sovralimentato da 279 cv, capace di scattare da 0 a 100 km/h in 2,85 secondi e di raggiungere i 241 km/h di velocità massima. Monta inoltre gomme slick e cambio sequenziale.
- Superlight 620R, con motore Caterham Powertrain Duratec 2.0 sovralimentato da 311 cv, capace di scattare da 0 a 100 km/h in 2,79 secondi e di raggiungere i 250 km/h di velocità massima

### CSR

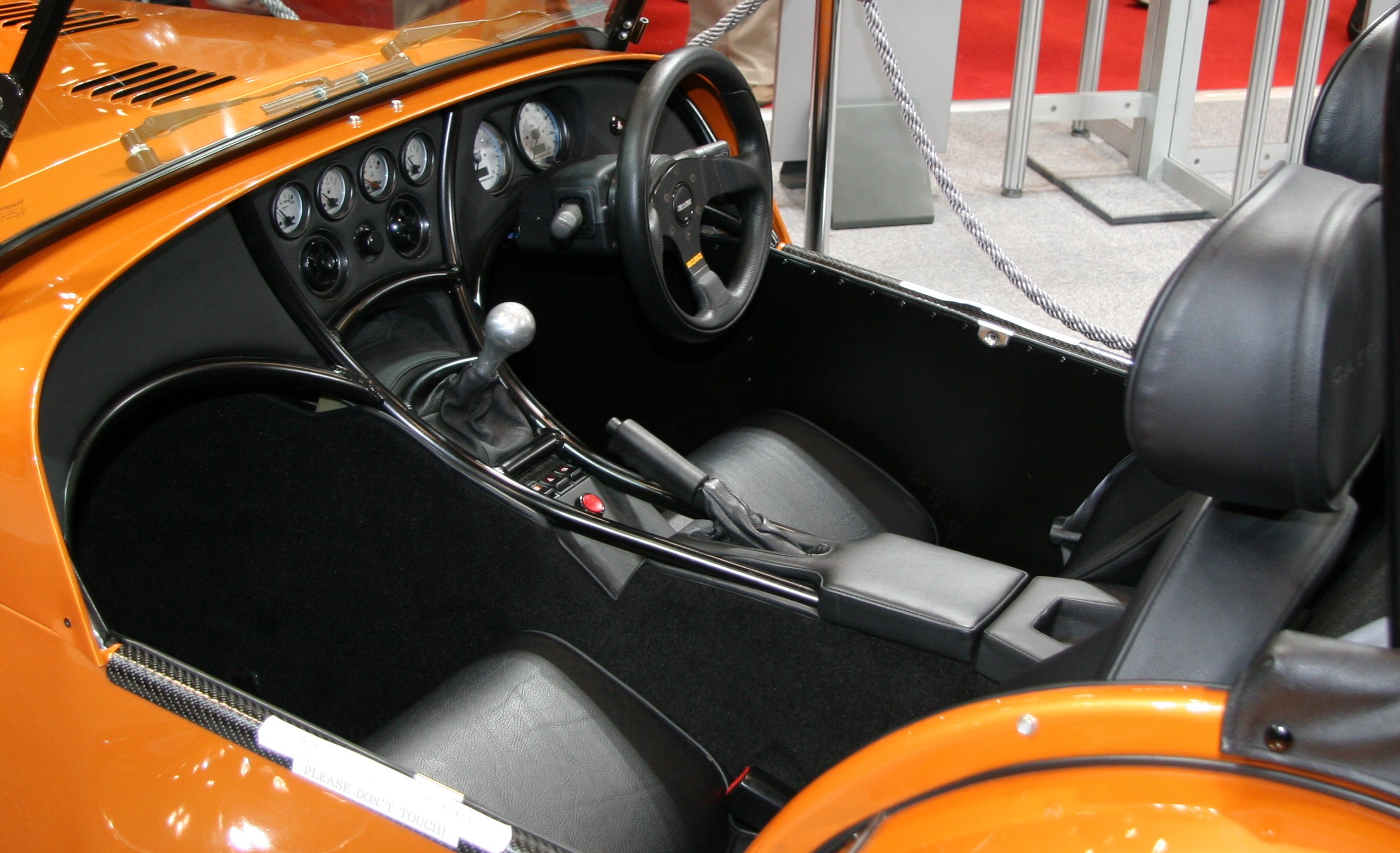
La particolare plancia della CSR.

La CSR presenta diverse modifiche rispetto a tutte le altre Seven. In primo luogo, monta sospensioni riviste, con uno schema push-rod per quanto riguarda l'assale anteriore e un nuovo sistema a ruote indipendenti al posteriore. A queste modifiche meccaniche si accompagna anche una revisione aerodinamica del modello, caratterizzata da nuovi parafanghi, un nuovo muso e un nuovo fondo piatto. Inoltre, sulla CSR si è prestata anche una maggiore attenzione al comfort, con il telaio SV di serie e la disponibilità, come optional, di una plancia imbottita, dotata di bocchette per la ventilazione e portaoggetti. Un'altra differenza fra questa e le altre versioni della Seven è che la CSR non è disponibile come kit di montaggio, ma esclusivamente preassemblata. In Italia la CSR è disponibile con il motore Caterham Powertrain Duratec 2.0 da 175 cv, che la rende capace di scattare da 0 a 100 km/h in 4,8 secondi e di raggiungere i 225 km/h di velocità massima. Esistono anche altre due versioni della CSR, equipaggiate con motore 2.3 Cosworth Duratec da 200 o 260 cv.

### Academy
Decisamente particolare rispetto alle altre Seven è la Academy, la quale è praticamente una Roadsport dotata di alcuni accessori dedicati all'utilizzo in pista, quali il roll-bar integrale omologato FIA e le cinture di sicurezza a sei punti di fissaggio. Nel Regno Unito all'acquisto di una Academy si ottiene anche l'iscrizione ad un campionato monomarca dedicato. La Academy monta un motore Ford Sigma VCTI 1.6 da 120 cv ed è capace di scattare da 0 a 100 km/h in 5,9 secondi e di raggiungere i 190 km/h di velocità massima.

## Riconoscimenti
La Seven R500 Superlight è stata premiata dalla celebre trasmissione televisiva Top Gear come migliore auto sportiva del 2008, nonché dalla rivista Autocar come migliore auto per le B Roads inglesi.